# Mallorca Voltors 2022
Questa voce raccoglie le informazioni riguardanti i Mallorca Voltors nelle competizioni ufficiali della stagione 2022.

## LNFA Serie A 2022

### Stagione regolare
| Saragozza 16 gennaio 2022, ore 12:00 1ª giornata | Zaragoza Hurricanes | 41 – 35 referto | Mallorca Voltors | CDM David Cañada |

| Sa Vileta-Son Rapinya 23 gennaio 2022, ore 12:00 2ª giornata | Mallorca Voltors | 0 – 47 referto | Barberá Rookies | Polideportivo Municipal de Son Moix |

| L'Hospitalet de Llobregat 12 febbraio 2022, ore 15:00 4ª giornata | L'Hospitalet Pioners | 3 – 28 referto | Mallorca Voltors | Stadio de la Feixa Llarga |

| Sa Vileta-Son Rapinya 27 febbraio 2022, ore 11:00 5ª giornata | Mallorca Voltors | 13 – 35 referto | Badalona Dracs | Polideportivo Municipal de Son Moix |

| Sa Vileta-Son Rapinya 6 marzo 2022, ore 12:00 6ª giornata | Mallorca Voltors | 19 – 48 referto | Zaragoza Hurricanes | Polideportivo Municipal de Son Moix |

| Barberà del Vallès 19 marzo 2022, ore 16:00 7ª giornata | Barberá Rookies | 19 – 26 referto | Mallorca Voltors | Instal·lacions de Can Llobet |

| Badalona 3 aprile 2022, ore 11:30 Anticipo 10ª giornata | Badalona Dracs | 37 – 21 referto | Mallorca Voltors | Camp Municipal de Montigalà |

| Sa Vileta-Son Rapinya 10 aprile 2022, ore 12:00 9ª giornata | Mallorca Voltors | 31 – 7 referto | L'Hospitalet Pioners | Polideportivo Municipal de Son Moix |

## Statistiche di squadra
| Competizione           | %Vittorie | In casa | In casa | In casa | In casa | In casa | In casa | In trasferta | In trasferta | In trasferta | In trasferta | In trasferta | In trasferta | Totale | Totale | Totale | Totale | Totale | Totale |
| Competizione           | %Vittorie | G       | V       | N       | P       | Pf      | Ps      | G            | V            | N            | P            | Pf           | Ps           | G      | V      | N      | P      | Pf     | Ps     |
| ---------------------- | --------- | ------- | ------- | ------- | ------- | ------- | ------- | ------------ | ------------ | ------------ | ------------ | ------------ | ------------ | ------ | ------ | ------ | ------ | ------ | ------ |
| LNFA Stagione regolare | .375      | 4       | 1       | 0       | 3       | 63      | 137     | 4            | 2            | 0            | 2            | 110          | 100          | 8      | 3      | 0      | 5      | 173    | 237    |
| Totale                 | .375      | 4       | 1       | 0       | 3       | 63      | 137     | 4            | 2            | 0            | 2            | 110          | 100          | 8      | 3      | 0      | 5      | 173    | 237    |